# Balan (Ardennes)
Balan je francouzská obec v departementu Ardensko v regionu Grand Est. Žije zde přibližně 1 600 obyvatel.

## Sousední obce
Bazeilles, Givonne, Noyers-Pont-Maugis, Sedan, Wadelincourt

## Vývoj počtu obyvatel
Počet obyvatel 